# Michael Felke

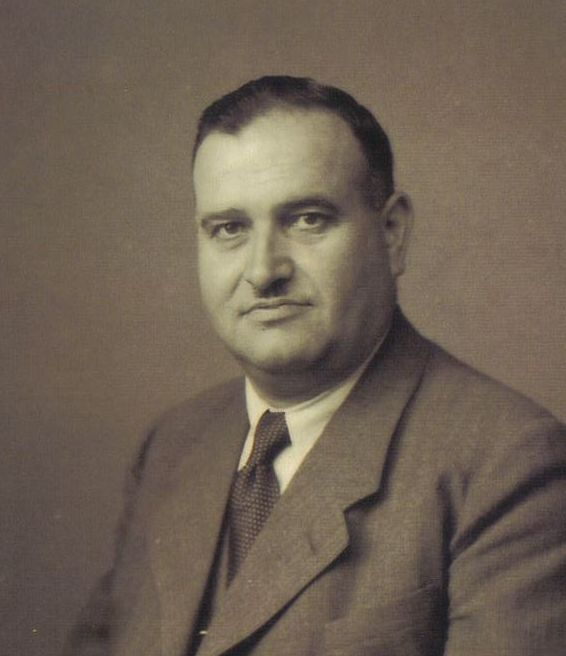
Michael Felke.

Michael Felke (Laufersweiler, 18 de abril de 1895 - Sohren, 8 de abril de 1977) era um fabricante alemão de móveis.

## Vida
Michael Felke foi o primeiro de quatro filhos e veio de uma família pobre. Aprendeu o trabalho de marceneiro na pequena carpintaria de seu pai em Laufersweiler (Estado da Renânia-Palatinado). Michael Felke herdou a carpintaria de seu pai em 1919, após a Primeira Guerra Mundial. Ele então mudou a oficina para Sohren em 1928 e começou a expandir - o início da empresa Felke-Möbelwerke GmbH &amp; Co.KG.
Devido à sua dedicação, ele era conhecido como um pioneiro industrial na região de Hunsrück. Ele conseguiu impulsionar a indústria da região e criou muitos empregos.
Michael Felke era casado com Maria Felke e pai de 3 filhos. Entre seus filhos estavam Aloys Felke, fabricante e político, e Günter Felke, fabricante, numismata e patrono.

## Distinções
Em 1957, o Papa Pio XII condecorou Michael Felke com o prêmio "Pro Ecclesia et Pontifice“ por seu compromisso social. Sua cidade natal, Sohren, nomeou Felke como cidadão honorário. Em 1965 foi condecorado com a Cruz de Mérito Federal Alemã, primeira classe.